# Dendrographa leucophaea
Dendrographa leucophaea är en lavart som först beskrevs av Edward Tuckerman, och fick sitt nu gällande namn av Darb. Dendrographa leucophaea ingår i släktet Dendrographa och familjen Roccellaceae.   Inga underarter finns listade i Catalogue of Life.

## Källor

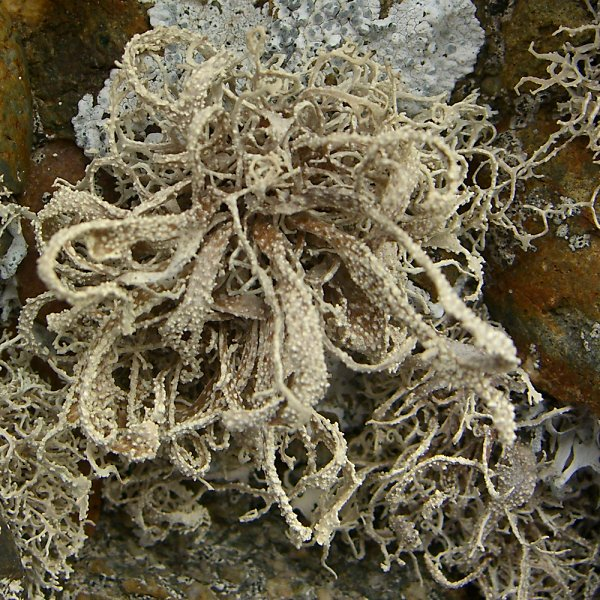